# John Boyega
John Boyega (Londres, 17 de março de 1992) é um ator britânico, de origem nigeriana, mais conhecido por interpretar Finn, na trilogia de Star Wars: O Despertar da Força , Os Últimos Jedi e A Ascensão Skywalker Por este papel, ele venceu o BAFTA, em 2016, de Estrela revelação.

## Biografia
John nasceu no bairro de Peckham, no sul de Londres e cresceu numa família religiosa. Ambos os seus pais são nigerianos e o seu pai é um pregador que esperava que o filho seguisse seus passos e também o fosse. Assim, John ia à igreja todos os dias. Quando ainda era criança, uma diretora de teatro, Teresa Early reparou nele numa peça em que ele participou na escola primária e convidou-o a inscrever-se numa escola de teatro para crianças entre os 9 e os 14 anos. John fê-lo após conseguir uma bolsa de estudos. Na adolescência frequentou a Westminster City School e mais tarde participou em várias produções teatrais e teve aulas de teatro no Theatre Peckham.
No secundário, John estudou Artes Performativas no South Thames College em Wandsworth, Londres e participou em várias peças de teatro lá, tendo conseguido o papel principal numa produção de Othello em 2010.
John tirou um curso de representação na Identity School of Acting em Hackney.

## Carreira
John participou nas peças Six Parties no National Theatre e Category B no Tricycle Theatre antes de conseguir o seu primeiro papel num filme em 2011 na comédia sci-fi Attack the Block. Ainda nesse ano participou em cinco episódios da série Becoming Human, um spin-off da série Being Human, onde interpreta o papel de Danny Curtis.
Em setembro de 2011, a HBO anunciou que John tinha sido escolhido para interpretar o papel principal no episódio piloto de uma potencial série chamada Da Brick, baseada em alguns aspetos da vida do boxer Mike Tyson. John deveria ter interpretado o papel de Donnie, um jovem que é libertado de um centro de correção no seu 18º aniversário e começa a analisar o que significa ser um homem. O episódio piloto foi escrito por John Ridley, mas a HBO decidiu não encomendar a série.
Ainda em 2011, John fez parte do elenco do filme Junkhearts, no qual interpreta o papel de um traficante de droga que encontra armas e tenta vendê-las.
No mesmo ano foi escolhido como uma das "Estrelas de Amanhã" da revista Screen International, surgindo na capa da mesma na edição de julho de 2011.
Em 2012, John protagonizou o telefilme My Murder, onde interpreta o papel de Shakilus Townsend, um adolescente delinquente que tenta mudar de vida. No mesmo ano foi selecionado para fazer parte do elenco da adaptação ao cinema do romance Half of a Yellow Sun de Ngozi Adichie. O filme estreou no ano seguinte.

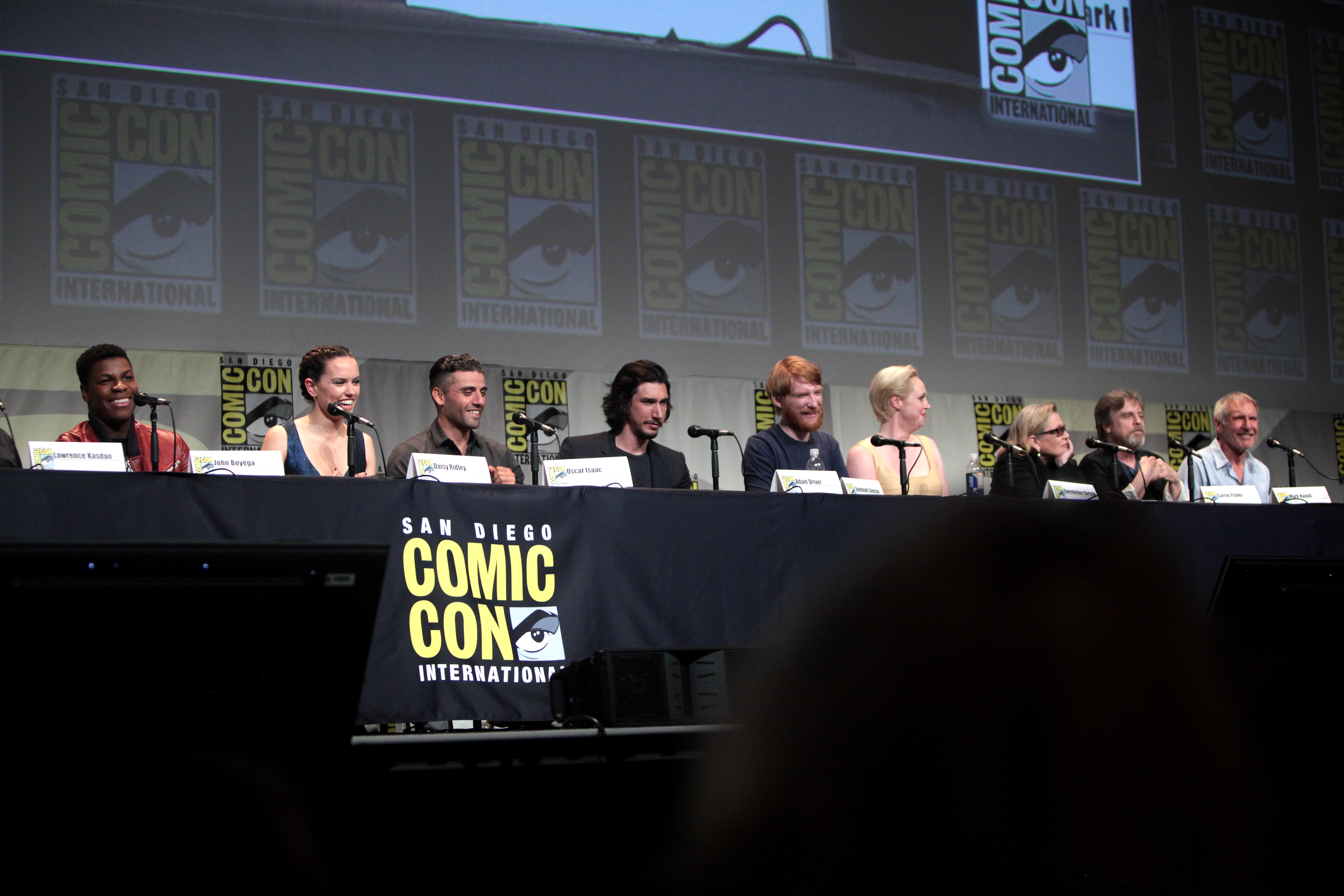
John Boyega no painel de Star Wars: The Force Awakens na Comic Con de 2015.

Em 2013 fez parte do elenco do telefilme The Whale. Transmitido pela BBC One, o filme conta a história do incidente com o Baleeiro Essex em 1820 que originou o romance Moby Dick.
Em 2014, protagonizou o filme Imperial Dreams, um drama que segue a história de um ex-gagster de 21 anos cuja devoção à família e ao seu futuro é posta à prova quando este sai da prisão e regressa a Watts, em Los Angeles. O filme foi exibido no Festival de Cinema de Sundance onde venceu o prémio do público. No mesmo ano, participou em 4 episódios da minissérie 24: Live Another Day no papel de Chris Tanner.

No dia 29 de abril de 2014, a Disney anunciou que John tinha sido escolhido para um dos papéis principais, o de Finn, em Star Wars: The Force Awakens. Apesar de não se saber muito sobre a sua personagem, o primeiro trailer revelou que se tratava de um Stormtrooper. Isto gerou alguns comentários racistas no Twitter por parte de utilizadores que pediam que o filme fosse boicotado com base na raça do ator. John já afirmou que tais comentários não o afetaram e que as pessoas têm de ultrapassar os seus preconceitos:
Eu entro no filme, o que vão fazer em relação a isso? Ou gostam, ou não gostam. Não vou dizer para se habituarem ao futuro, mas sim ao que já está a acontecer. As pessoas de cor e as mulheres aparecem cada vez mais no ecrã. Não faz sentido tornar tudo branco. Todos os filmes que fiz até agora tiveram algum tipo de crítica secreta a mentalidades preconceituosas. O objetivo é fazer com que as pessoas deixem os seus preconceitos e se apercebam de que estão a ver pessoas normais, mais nada.
Os projetos futuros de John incluem o thriller sci-fi The Circle, onde interpreta o papel de Kalden e contracena com Emma Watson e Tom Hanks . O filme tem data de estreia marcada para 2016. Boyega irá protagonizar a continuação de Pacific Rim, com estreia prevista para 2018.
Boyega finalizou as gravações de Star Wars Episódio VIII, as filmagens começaram em 15 de fevereiro de 2016, e se encerraram em 10 de julho de 2016.
Em janeiro de 2016, ele abriu sua própria produtora de cinema a UpperRoom Productions, que irá co-produzir Pacific Rim 2 com Femi Oguns e a Legendary Pictures.

## Filmografia

### Cinema
| Ano  | Título                           | Papel              | Notas |
| ---- | -------------------------------- | ------------------ | --- |
| 2011 | Attack the Block                 | Moses              | Black Reel Award de Melhor Ator Nomeação – Black Reel Award - Prémio Revelação Nomeação – Black Reel Award de Melhor Elenco Nomeação – British Independent Film Awards - Prémio Revelação Nomeação – Empire Awards - Prémio Revelação Nomeação – Evening Standard British Film Awards - Prémio Revelação Nomeação – London Film Critics' Circle - Melhor Desempenho de um Jovem Ator Britânico |
| 2011 | Junkhearts                       | Jamal              | |
| 2013 | Half of a Yellow Sun             | Ugwu               | |
| 2014 | Imperial Dreams                  | Bambi              | |
| 2015 | Star Wars: The Force Awakens     | Finn               | Venceu o BAFTA de melhor ator revelação. Venceu o Empire Awards 2016 de melhor ator revelação. |
| 2017 | The Circle                       | Ty                 | |
| 2017 | Detroit                          | Dismukes           | |
| 2017 | Star Wars: The Last Jedi         | Finn               | |
| 2018 | Pacific Rim: Uprising            | Jake               | |
| 2019 | Star Wars: The Rise of Skywalker | Finn               | |
| 2021 | Naked Singularity                | Casi               | |
| 2022 | Breaking                         | Brian Brown-Easley | |
| 2022 | The Woman King                   | Rei Guezô          | |
| 2023 | They Cloned Tyrone               | Fontaine           | |

### Televisão
| Ano  | Título               | Papel             | Notas                                                 |
| ---- | -------------------- | ----------------- | ----------------------------------------------------- |
| 2011 | Da Brick             | Donnie            | Episódio piloto                                       |
| 2011 | Becoming Human       | Danny Curtis      | 4 episódios                                           |
| 2011 | Law & Order: UK      | Jamal Clarkson    | Episódio "Survivor's Guilt"                           |
| 2012 | My Murder            | Shakilus Townsend | Telefilme                                             |
| 2013 | The Whale            | William Bond      | Telefilme                                             |
| 2014 | 24: Live Another Day | Chris Tanner      | 4 episódios                                           |
| 2015 | Major Lazer          | Blkmrkt (voz)     |                                                       |
| 2015 | Saturday Night Live  | Ele próprio       | Segmento: "Star Wars: The Force Awakens Screen Tests" |

### Jogos de vídeo
| Ano  | Título              | Papel | Notas |
| ---- | ------------------- | ----- | ----- |
| 2015 | Disney Infinity 3.0 | Finn  | Voz   |

## Teatro
| Ano  | Título  | Papel   | Notas                |
| ---- | ------- | ------- | -------------------- |
| 2010 | Othello | Othello | South Thames College |